# Robert Forster (gitarist)
Robert Forster (* 29. lipnja 1957. u Brisbaneu) je australski gitarist, pjevač i kantautor. Poznat je postao kao član grupe Go-Betweens.

## Poveznice
- Službena stranica Roberta Forstera